# Якобсен, Магнус
Ма́гнус Хольм Я́кобсен (фар. Magnus Holm Jacobsen; род. 23 мая 2000 года в Хойвуйке, Фарерские острова) — фарерский футболист, полузащитник клуба «Б68».

## Клубная карьера
Магнус воспитывался в системе «Б36» из Торсхавна. 17 апреля 2017 года он дебютировал за «чёрно-белых» в матче фарерской премьер-лиги против клуба «ХБ»: полузащитник заменил Джидли Самуэльсена на 54-й минуте встречи. Всего в своём первом сезоне на взрослом уровне Магнус отыграл 13 матчей в рамках первенства архипелага. В конце 2017 года игрок съездил в краткосрочную аренду в датский «Сённерйюск» и принял участие в 1 встрече Лиги Резервистов. В сезоне-2018 он также провёл 13 игр за «Б36» в чемпионате, а также поучаствовал в кубковой кампании, ставшей для его клуба победной. В августе 2018 года Магнус перебрался в португальский «Пасуш де Феррейра». Он совмещал выступления за резервный состав с тренировками и матчами главной команды клуба, за которую так и не дебютировал, вернувшись в родной «Б36» в начале сезона-2019. Полузащитник провёл в «Б36» 4 года, отыграв 78 матчей и забив 9 голов в чемпионате, а также выиграв второй Кубок Фарерских островов в сезоне-2021.
В 2023 году Магнус перешёл из «Б36» в «07 Вестур». Летом игрок без ведома клуба подписал контракт с польским «Хробры», который в итоге был аннулирован, и ему пришлось выступать за сёрвоавурцев до конца сезона. Полузащитник отметился 4 забитыми мячами в 18 встречах премьер-лиги. Магнус подписал контракт с «ХБ» на сезон-2024. В составе «красно-чёрных» он принял участие всего в 4 матчах первенства архипелага.
В сезоне-2025 полузащитник присоединился к «Б68».

## Международная карьера
В 2015—2018 годах Магнус представлял Фарерские острова на юношеском уровне. В составе юношеской сборной архипелага до 17 лет он принимал участие на Чемпионате Европы по футболу, проходившем в Хорватии. На турнире полузащитник отыграл 2 встречи: он провёл 59 минут в игре против французов, а также целиком провёл поединок с венграми. В 2019—2022 годах Магнус выступал за молодёжную сборную Фарерских островов, приняв участие в общей сложности в 11 международных матчах.
Свою единственную игру за национальную сборную Фарерских островов Магнус провёл 11 ноября 2020 года: в товарищеском матче против сборной Литвы он отыграл 57 минут, после чего был заменён на Брандура Ольсена

## Достижения
«Б36»
- Обладатель Кубка Фарерских островов (2): 2018, 2021